# Ebba Margaretha De la Gardie

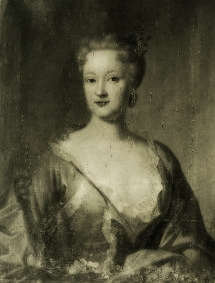
Ebba Margaretha De la Gardie. Ölgemälde, zugeschrieben Olof Arenius.

Ebba Margaretha De la Gardie (* 13. Novemberjul. / 24. November 1704greg. in Tallinn; † 30. Augustjul. / 10. September 1775greg. auf der Insel Hiiumaa) war eine schwedische Gräfin.

## Leben
Ebba Margaretha De la Gardie wurde als Tochter des schwedischen Adligen Adam Carl De la Gardie (1665–1721) und seiner Ehefrau Anna Juliana Horn af Kanckas (1667–1753) in der estnischen Hauptstadt geboren.
Ihr Großvater Axel Julius De la Gardie (1637–1710) war von 1687 bis 1704 Generalgouverneur von Estland. Sie ist nach der jüngsten Schwester ihres Vaters benannt.
Ebba Margaretha De la Gardie war ab 1722 mit dem deutschbaltischen Adligen und Politiker Friedrich Magnus Stenbock (um 1696–1745) verheiratet. Das Paar hatte neun Kinder:
- Eva Juliana von Reutern (1724–1753)

- Carl Magnus Stenbock (1725–1798)

- Friedrich Ulrich Stenbock (1727–1784)

- Magdalena Christina Stenbock (1729–1801)

- Ulrika Stenbock (1732–1783)

- Hedvig Sofia Stenbock (1734–1809)

- Johann Stenbock (1736–1807)

- Beata Eleonora Stenbock (1737–1766)

- Jakob Pontus Stenbock (1744–1824)

## Hiiumaa
1755 wurde Ebba Margaretha Stenbock durch einen Ukas der russischen Zarin Elisabeth das Eigentum an dem Gutshof Suuremõisa (deutsch Großenhof) sowie anderer Ländereien auf der Insel Hiiumaa übertragen. Das Gut hatte Ende des 17. Jahrhunderts im Eigentum ihres Vaters gestanden, bevor es durch Reduktion an die damals schwedische Krone gefallen war.
Ebba Margaretha ließ das Gut tatkräftig ausbauen. Unter ihrer Ägide entstand das schlossartige Herrenhaus, eines der größten und am besten erhaltenen Architekturbeispiele des Spätbarocks in Estland. Später ging das Gut auf ihren Sohn Jakob Pontus Stenbock über.